# Dirt (Fernsehserie)
Dirt ist eine US-amerikanische Fernsehserie, entwickelt von Matthew Carnahan, die von Januar 2007 bis April 2008 im amerikanischen Fernsehen auf FX Networks ausgestrahlt wurde.

## Handlung
Die Chefredakteurin Lucy Spiller sucht nach Neuigkeiten für ihre Zeitschriften Dirt und Now, die im Verlauf zu einer zusammengelegt werden – DirtNow. Dabei ist Lucy jedes Mittel recht, um an die skandalösesten Schlagzeilen zu kommen.

## Darsteller
| Rolle           | Schauspieler           | Darstellung     |
| --------------- | ---------------------- | --------------- |
| Lucy Spiller    | Courteney Cox          | Hauptdarsteller |
| Julia Mallory   | Laura Allen            | Hauptdarsteller |
| Prince Tyresse  | Rick Fox               | Hauptdarsteller |
| Garbo           | Carly Pope             | Hauptdarsteller |
| Don Konkey      | Ian Hart               | Hauptdarsteller |
| Jack Dawson     | Grant Show             | Nebendarsteller |
| Leo Spiller     | Will McCormack         | Nebendarsteller |
| Dorothy Spiller | Mariette Hartley       | Nebendarsteller |
| Holt McLaren    | Josh Stewart           | Nebendarsteller |
| Willa McPherson | Alexandra Breckenridge | Nebendarsteller |
| Kira Klay       | Shannyn Sossamon       | Nebendarsteller |
| Brent Barrow    | Jeffrey Nordling       | Nebendarsteller |
| Gibson Horne    | Timothy Bottoms        | Nebendarsteller |

## Episoden
| Episode | Originaltitel                               | Erstausstrahlung | Zuschauer      |
| ------- | ------------------------------------------- | ---------------- | -------------- |
| S01E01  | Pilot                                       | 2. Januar 2007   | 3.74 Millionen |
| S01E02  | Blogan                                      | 9. Januar 2007   | 2.4 Millionen  |
| S01E03  | Ovophagy                                    | 16. Januar 2007  | 1.9 Millionen  |
| S01E04  | What to Expect When You're Expecting        | 23. Januar 2007  | 1.9 Millionen  |
| S01E05  | You don't know Jack                         | 30. Januar 2007  | 2.16 Millionen |
| S01E06  | The Secret Lives of Altar Girls             | 6. Februar 2007  | 1.42 Millionen |
| S01E07  | Come Together                               | 13. Februar 2007 | 1.58 Millionen |
| S01E08  | The thing under the bed                     | 20. Februar 2007 | –              |
| S01E09  | This Is Not Your Father's Hostage Situation | 27. Februar 2007 | 1.36 Millionen |
| S01E10  | The Sexxx Issue                             | 6. März 2007     | –              |
| S01E11  | Pap Smeared                                 | 13. März 2007    | 1.7 Millionen  |
| S01E12  | Caught on Tape                              | 20. März 2007    | 1.79 Millionen |
| S01E13  | Ita Missa Est (Staffel-Finale)              | 27. März 2007    | 2.4 Millionen  |
| S02E01  | Welcome to Normal                           | 2. März 2008     | –              |
| S02E02  | Dirty, Slutty Whores                        | 9. März 2008     | –              |
| S02E03  | God Bless the Child                         | 16. März 2008    | –              |
| S02E04  | Ties That (Don't) Bind                      | 23. März 2008    | –              |
| S02E05  | What Is This Thing Called?                  | 30. März 2008    | –              |
| S02E06  | And the Winner Is                           | 6. April 2008    | –              |
| S02E07  | In Lieu of Flowers                          | 13. April 2008   | –              |

S = Staffel, E = Episode

## Figuren
Lucy Spiller ist das Zentrum der Serie. Sie ist die Chefredakteurin der Boulevardzeitungen Dirt und Now, später nur noch DirtNow, und steht immer unter Druck, neue Coverstorys für die Zeitung zu finden. Als sie noch jünger war, brachte ihr Vater sich um, und seitdem hatte sie nicht mehr viel bzw. gestörten Kontakt zu Männern.
Don Konkey ging mit Lucy zur Schule und studierte mit ihr Journalismus. Er ist der Einzige, der eine tiefe Bindung zu Lucy hat und arbeitet für sie als Fotograf. Er macht außergewöhnlich gute Bilder und verlor sogar einen Finger, um ein Titelbild für Lucy zu bekommen. Er leidet unter Schizophrenie
und nimmt Medikamente. Lucy muss ihn immer wieder darum bitten, diese zu nehmen. In der ersten Folge stirbt seine Katze, die ihm in den darauffolgenden Episoden als Geist begegnet. Die Katze bittet ihn, die Medikamente zu nehmen.
Willa McPherson ist eine Redakteurin, die sich wegen einiger schlechter Storys auf dünnem Eis bewegt. Um zu zeigen, wie viel ihr an dem Job liegt, nimmt sie Drogen von der Promi-Dealerin Garbo. Sie will so ihr Vertrauen gewinnen, um an Informationen zu gelangen.
Holt McLaren war zu Beginn der Serie ein abgehalfterter Filmschauspieler, der nur noch vom Ruhm früherer Zeiten zehrte. Nachdem Lucy einen Bericht über ihn veröffentlichte, erhielt er wieder Angebote von Filmstudios und einen Vertrag für einen Actionfilm.

## Auszeichnungen
- 2007: Vanguard Award für den besten lesbischen Filmkuss zwischen Courteney Cox und Jennifer Aniston.[1]

## Erfolg
Aufgrund der hohen Einschaltquoten gab der Sender fx networks eine zweite Staffel in Auftrag. Sie wurde am 2. März 2008 in den USA fortgesetzt und endete am 13. April 2008. Dirt wurde nach zwei Staffeln wegen schlechter Einschaltquoten abgesetzt.